# ATP Volvo International 1978
Il Volvo International 1978 è stato un torneo di tennis giocato sulla terra rossa. Il torneo fa parte del Colgate-Palmolive Grand Prix 1978. Si è giocato a North Conway negli Stati Uniti dal 31 luglio al 6 agosto 1978.

## Campioni

### Singolare maschile
Eddie Dibbs ha battuto in finale  John Alexander con il punteggio di 6–4, 6–4

### Doppio maschile
Robin Drysdale /  Van Winitsky hanno battuto in finale  Mike Fishbach /  Bernard Mitton con il punteggio di 4–6, 7–6, 6–3